# 1960 في المغرب
تحتوي هذه المقالة على أهم الأحداث التي شهدتها المغرب في عام 1960، إضافة إلى أهم الشخصيات المغربية المولودة والمتوفية في هذه السنة.

## الحكم
- الملك: محمد الخامس
- رئيس الحكومة: عبد الله إبراهيم.
- وزير الداخلية: مبارك البكاي

## الأحداث
- 14 يناير 1960 - تأسس معهد الدراسات والأبحاث للتعريب في الرباط.
- 29 فبراير 1960 - زلزال يضرب مدينة أكادير.
- 20 مارس 1960 - تأسست نقابة الاتحاد العام للشغالين بالمغرب.
- 27 مارس 1960 - عين الملك محمد الخامس الحكومة الخامسة.
- 1 أبريل 1960 - تأسست القوات البحرية الملكية المغربية.

- 25 يوليو 1960 - زار السلطان محمد الخامس العلوي مدينة المحمدية فوضع الحجر الأساسي لمصافي البترول (سامير).[1]

### انتهاء فترة المنصب
- 20 مايو – عبد الله إبراهيم رئيس حكومة المغرب.

## رياضة
- فاز النادي القنيطري بالبطولة الدوري المغربي لكرة القدم 59–1960.

- شارك – المغرب في الألعاب الأولمبية الصيفية 1960

## مواليد

### يناير
- 1 يناير – أبي زيد المقرئ الإدريسي سياسي مغربي.
- 1 يناير – خديجة الرياضي
- 1 يناير – رشيد الفيلالي أمين سياسي مغربي.
- 1 يناير – عمر الناصري جاسوس مغربي-بلجيكي.
- 1 يناير – فريد الأنصاري
- 1 يناير – لطيفة أخرباش
- 1 يناير – لطيفة ابن زياتن
- 1 يناير – نجيمة الغوزالي سياسية مغربية.
- 13 يناير – مولاي حفيظ العلمي رجل أعمال مغربي.
- 15 يناير – محمد التيمومي لاعب كرة قدم مغربي.
- 20 يناير – عبديل قيسي ممثل مغربي.

### فبراير
- 12 فبراير – مصطفى البياز لاعب كرة قدم مغربي.
- 14 فبراير – نبيلة منيب سياسية مغربية.
- 16 فبراير – سعيد الناصري ممثل مغربي.

### مارس
- 16 مارس – لحسن حداد سياسي مغربي.

### أبريل
- 8 أبريل – ديفيد بيتان سياسي إسرائيلي.
- 15 أبريل – وفاء العمراني كاتبة مغربية.

### مايو
- 9 مايو – نجاة أعتابو مغنية مغربية.

### يوليوز
- 14 يوليو - محمد نصرات، مخرج وكاتب سيناريو مغربي.

### أكتوبر
- 5 أكتوبر – بسيمة الحقاوي سياسية مغربية.
- 10 أكتوبر – خديجة عريب، سياسية هولندية من أصول مغربية.

### نوفمبر
- 4 نوفمبر – فؤاد الدويري سياسي مغربي.
- 18 نوفمبر – يعقوب مرغي سياسي إسرائيلي.

### ديسمبر
- 26 ديسمبر – عزيز بودربالة لاعب كرة قدم مغربي.